# Simon Bertschmann

Simon Bertschmann als Direktor der Landestopografie, 1956

Simon August Bertschmann (* 24. April 1893 in St. Gallen; † 5. März 1989 in Bern; von Bettingen und Zürich) war ein Schweizer Vermessungsingenieur.

## Leben
Simon Bertschmann war der Sohn des Simon Friedrich Albert und der Emma Rosina geb. Huber. 1920 heiratete er Ida Klara Emma Gamma (1889–1963). Der Ehe entstammten die drei Töchter Eva (1922–2008), May (1927–2021) und Simone.
Bertschmann absolvierte die Oberrealschule Zürich. 1911 begann er mit sieben Kommilitonen, nach einem neuen sieben Semester umfassenden Studienplan für Vermessungsingenieure, sein Studium an der ETH Zürich. Er war 1916 Assistent für Vermessungswesen an der ETH Zürich und schloss sein Studium mit dem Diplom eines Vermessungsingenieurs ab. Von 1916 bis 1918 war er Ingenieur beim Vermessungsamt Zürich, 1918 erhielt er das eidgenössische Patent für Grundbuchgeometer. Von 1918 bis 1920 war er als selbständiger, freierwerbender Ingenieur und Grundbuchgeometer tätig. 1920 lernte er als junger Vermessungsingenieur Oberingenieur Heinrich Wild in seinem Wirkungskreis in Jena kennen und die Gastlichkeit im Kreise seiner Familie schätzen. 1921 wurde er, mit 28 Jahren, zum Stadtgeometer von Zürich ernannt. Sein Wirken begann mit der Durchführung verschiedener Quartiervermessungen. Als Stadtgeometer erkannte er anwendungsreife neue Methoden, wie die Einführung der Foliengravur auf Cellon.
Die ETH Zürich erteilte ihm 1928 einen Lehrauftrag für Grundbuchvermessung. 1941 erfolgte seine Ernennung zum Titularprofessor.
Die Funktionen und die Armee-Einteilung zwischen 1938 und 1949 von Bertschmann können den Offiziers-Etats entnommen werden. 1938 bis 1941 wurde Hauptmann Bertschmann zum Stellvertreter des Platzkommandanten Anton Gamma von Wassen. Im Sommer 1941 wurde Major Bertschmann zum Chef der Bewachung des Ter. Kdo. 9a ernannt. Im Zweiten Weltkrieg kommandierte Bertschmann als Major die ad hoc gebildete Gruppe Reusstal zur Verteidigung der Gotthardnordrampe. 1944 wurde aufgrund einer verlorenen Dienstakte eine Untersuchung durchgeführt. Aus dem Rapport vom 15. Juni 1944 des Nachrichtendienstes der Kantonspolizei Zürich geht hervor, dass Bertschmann offenbar als gefürchteter Vorgesetzter wahrgenommen wurde. Die Untersuchung wurde zufolge eingetretener Verjährung nicht weiter durchgeführt.
Am 11. Januar 1950 verlieh die Technische Universität Karlsruhe Bertschmann den Dr.-Ing. E. h.
1949 erarbeiteten Eduard Imhof und Alfred Walther zu Handen des Schweizer Bundesrats eine Sparexpertise betreffend die Eidgenössische Landestopographie. Als Hauptaufgabe bezeichneten sie die Erstellung und Nachführung der Neuen Landeskarte der Schweiz. Sie gliederten den Bericht in folgende drei Teile: 1. Bisherige Arbeitsmethoden und Zustände, 2. Neue Möglichkeiten und 3. Zusammenstellung unserer Vorschläge.
Auf den 1. Januar 1952 wurde Bertschmann vom Schweizerischen Bundesrat als Direktor an die Spitze der Eidgenössischen Landestopographie berufen. Er war der Nachfolger von Karl Schneider. Vom Willen getragen, alle sich bietenden Rationalisierungsmöglichkeiten auszuschöpfen, verhalf er mit Energie und Dynamik organisatorischen Neuerungen zum Durchbruch. Unter seiner Amtsführung wurde der zeitraubende Kupferstich durch die Einführung der Schichtgravur auf Glas abgelöst. In sehr kurzer Zeit konnten wesentliche Verbesserungen und eindrückliche Kostensenkungen erzielt werden. Trotz der Verminderung des Personals von 200 Mitarbeitern auf 150 nahm die jährliche Kartenerstellung zu. Die Produktion erfuhr unter ihm eine imposante Beschleunigung, und in rascher Folge erschienen die neuen Blätter des Landeskartenwerkes in den Massstäben 1:25'000, 1:50'000 und 1:100'000. In der Darstellung der Felsgebiete in der Karte 1:25'000 entschied er sich für die Synthese von traditioneller Felsschraffur in der Kombination mit den 100-m-Höhenkurven. Der Karteninhalt wurde massvoll reduziert und generalisiert, sowie mit relativ einfachen drucktechnischen Mitteln wurde eine ausgezeichnete Reliefwirkung entwickelt und realisiert. In den sieben Jahren, während deren er der Eidgenössischen Landestopographie vorstand, prägte Bertschmann das Erscheinungsbild des Schweizerischen Landeskartenwerkes massgeblich mit. Sein Nachfolger als Direktor der Landestopographie wurde ab 1959 Ernst Huber.
Die bedeutende Beteiligung an einem ersten, von ihm gemeinsam mit Eduard Imhof im Jahre 1956 durchgeführten Internationalen Hochschulkurs für Kartographie gab Zeugnis vom hohen Ansehen der schweizerischen Kartographie im Ausland.
Seit 1928 gehörte Bertschmann der Eidgenössischen Geometerprüfungskommission als Mitglied und ab 1951 bis 1964 als Präsident an. Noch vor seinem Rücktritt genehmigte der Schweizerische Bundesrat ein Reglement über die Erteilung des eidgenössischen Patentes für Ingenieur-Geometer. Er wurde durch den Grundbuchgeometer und Professor am Polytechnikum in Lausanne, Walter Bachmann, abgelöst.
Bertschmann war von 1925 bis 1929 Mitglied des Vorstandes des Schweizerischen Geometervereins und von 1929 bis 1946 dessen Präsident. Von 1931 bis 1934 war er Präsident des Internationalen Geometerbundes und ab 1954 dessen Ehrenpräsident. Ferner oblag ihm die Leitung des Schweizerischen Vereins für Vermessungswesen und Kulturtechnik als dessen Präsident von 1929 bis 1947.
1951 hielt Bertschmann eine Ansprache an der Trauerversammlung des befreundeten, verstorbenen Heinrich Wild in Aarau.
Der 1986 im GEP-Bulletin erschienene Nekrolog über Eduard Imhof führte zu einer Kontroverse, wer der Schöpfer der Landeskarte gewesen sei, welche auch zu Leserbriefen führte. Der Verfasser des Nachrufs, Wilfried Häberli, bedauerte, dass dieser Beitrag zu missverständlichen Interpretationen geführt habe. Simon Bertschmann kommt vor allem durch das von ihm eingeführte neue Reproduktionsverfahren Schichtgravur auf Glas und der damit verbundenen, wesentlichen Kostensenkung ein grosses Verdienst zu. Zehn Jahre nach der Einführung der Schichtgravur bei der Landestopographie gab es 1963 zwanzig Stellen, die die Gravurschicht in Lizenz übernommen hatten.» Später kamen noch weitere Lizenznehmer hinzu.
Erste, in Kupfer gestochene  Kartenblätter der Landeskarte erschienen bereits ab 1938 unter seinem Vorgänger als Direktor der Landestopographie Karl Schneider, und vollendet wurde sie 1979 von seinem Nachfolger, Direktor Ernst Huber.
Bertschmann starb im hohen Alter von 96 Jahren am 5. März 1989 in Bern. Die Abdankungsfeier fand am 10. März 1989 in der Kirche Wohlen/BE statt.

## Veröffentlichungen
Weitere Veröffentlichungen sind in der Liste der Mitarbeitendenpublikationen der swisstopo zu finden (online).
- Schraffen und Kurven. In: Der Bund. 1987, S. 15 (Leserbrief). Digitalisat
- Relief und Felsdarstellung in der neuen Landeskarte der Schweiz 1:25'000. In: Allgemeine Vermessungsnachrichten. 67, 1960, 4, S. 99–105.
- Schichtgravur auf Glas. In: Kartographische Nachrichten. 6, 1956, 1, S. 2–4.
- Die Namenschreibung in den neuen Landeskarten. In: Der Bund. 1956, S. 4. Digitalisat
- Felsdarstellung und Aequidistanz in den Gebirgsblättern der Landeskarte 1:25'000. In: Die Alpen. 29, 1953, 9, S. 219–22. online
- Probleme der Gebirgsblätter der Landeskarte 1:25'000. In: Schweizerische Bauzeitung. 71, 1953, 31, S. 445–447, doi:10.5169/seals-60593
- Seetiefenmessungen mit einem Echolot-Apparat und ihre Ergebnisse. In: Deutsche Geodätische Kommission bei der Bayerischen Akademie der Wissenschaften Reihe B. Angewandte Geodäsie. 10, 1953.
- Die Vermessung im Dienste der Landesverteidigung. In: Fred Kuenzy, Ernst Uhlmann, Robert Frick: Die schweizerische Landesverteidigung. 1953, S. 244–246.
- † Dr. h. c. Heinrich Wild, Oberingenieur, Baden. In: Schweizerische Zeitschrift für Vermessung und Kulturtechnik. 50, 1952, 1, S. 4–7. online
- 50 Jahre Vermessungsamt der Stadt Zürich – II. Teil: Das Städtische Vermessungsamt 1896–1946. In: Zürcher Statische Nachrichten. 24, 1947, 1, S. 1–34, online […]. Schluss, 25. 1948. 1, S. 33–44. online
- Die Aufnahmemethoden der schweizerischen Grundbuchvermessung. In: Vermessung, Grundbuch und Karte. 1939, S. 77–82. online
- La mensuration des Villes à l’exemple des expériences faites à Zürich. In: Vermessung, Grundbuch und Karte. 1939, S. 95–98.
- Die neuen Uebersichtspläne der Stadt Zürich. In: Schweizerische Zeitschrift für Vermessungswesen und Kulturtechnik. 32, 1934, 1, S. 12–17, doi:10.5169/seals-194669
- Vorbemerkungen der Interimsredaktion. In: Schweizerische Zeitschrift für Vermessungswesen und Kulturtechnik. 25, 1927, 4. S. 81. online

## Archive
- Bern, Bundesarchiv: Sparexpertise betr. die L+T. Experten Prof. Imhof und Prof. Walther: Sparexperten-Bericht vom 26. März 1949,[31] Verlust einer Dienstakte, 1944,[27] Gruppe Reuss/Küssnacht,[26] Brief von Fritz Baeschlin an Bundesrat Karl Kobelt (1949),[32] Landeskarten der Schweiz. Eingabe Prof. Bertschmann (1986–1988).[55]
- Wabern: swisstopo: Glärnisch – Kartenprobe zur Felsdarstellung durch Schraffen und Höhenkurven. 1953.[35]
- Zürich, Hochschularchiv ETH: Simon Bertschmann.[63]
- Zürich, Bildarchiv der ETH-Bibliothek: Gravurring,[64] Gravurstichel,[65] Beschichtungsrotor.[66]
- Patente, Erfindungen, Verfahren (1909–1950). Stadtarchiv Zürich.[67]